# Premis YoGa
Els Premis YoGa són uns premis de cinema espanyol que s'atorga anualment a les pitjors pel·lícules, actors i directors de la temporada anterior. Va ser constituïda el 1990 per l'associació CataCric (Catalan Critics) fundada per tres crítics de cinema catalans en col·laboració amb el Col·legi de Periodistes de Catalunya. Sembla que un dels seus membres fundadors va ser Jaume Figueras i Rabert.
La intenció dels organitzadors és celebrar la cara còmica de la indústria cinematogràfica més divulgada, que a vegades "tendeix a prendre's seriosament". El premi YoGa també es coneix com a Razzies espanyols. El nom és una metàtesi de Goya, el premi més important de cinema espanyol.

## Bases dels premis
- Hi participa qualsevol pel·lícula, nacional o estrangera, estrenada durant l'any anterior a la reunió del jurat.
- El jurat està format pels membres del col·lectiu Catacric, que és anònim i va canviant el seus membres.
- El premi atorgat no té cap dotació econòmica, només consisteix en l'esment a la pàgina web del col·lectiu i la seva difusió a la premsa, però el col·lectiu afegeix que si algú està disposat a pagar les despeses, es pot donar un trofeu i convidar a un sopar.[2]

No s'han de confondre amb els Premis Godoy, que també premiaven les pitjors pel·lícules i que es van atorgar entre 2002 i 2007.

## Categories
Els premis es divideixen en tres categories principals: cinema espanyol; cinema estranger; premis especials. Per a cadascuna de les dues primeres categories, s'atorga el YoGa a la pitjor pel·lícula, pitjor director, pitjor actor i pitjor actriu.
Els premis especials tenen motivacions imaginatives que també poden referir-se a fets relatius al període promocional de la pel·lícula o al personatge del director.
- Premi YoGa "Extraños en un tren"
- Premi YoGa "a reina de la banana"
- Premi YoGa "20 minutos y volvemos"
- Premi YoGa "Uno de los nuestros"